# Alonso Díaz de Montalvo
Alonso Díaz de Montalvo (1405–1499) foi um jurista espanhol.

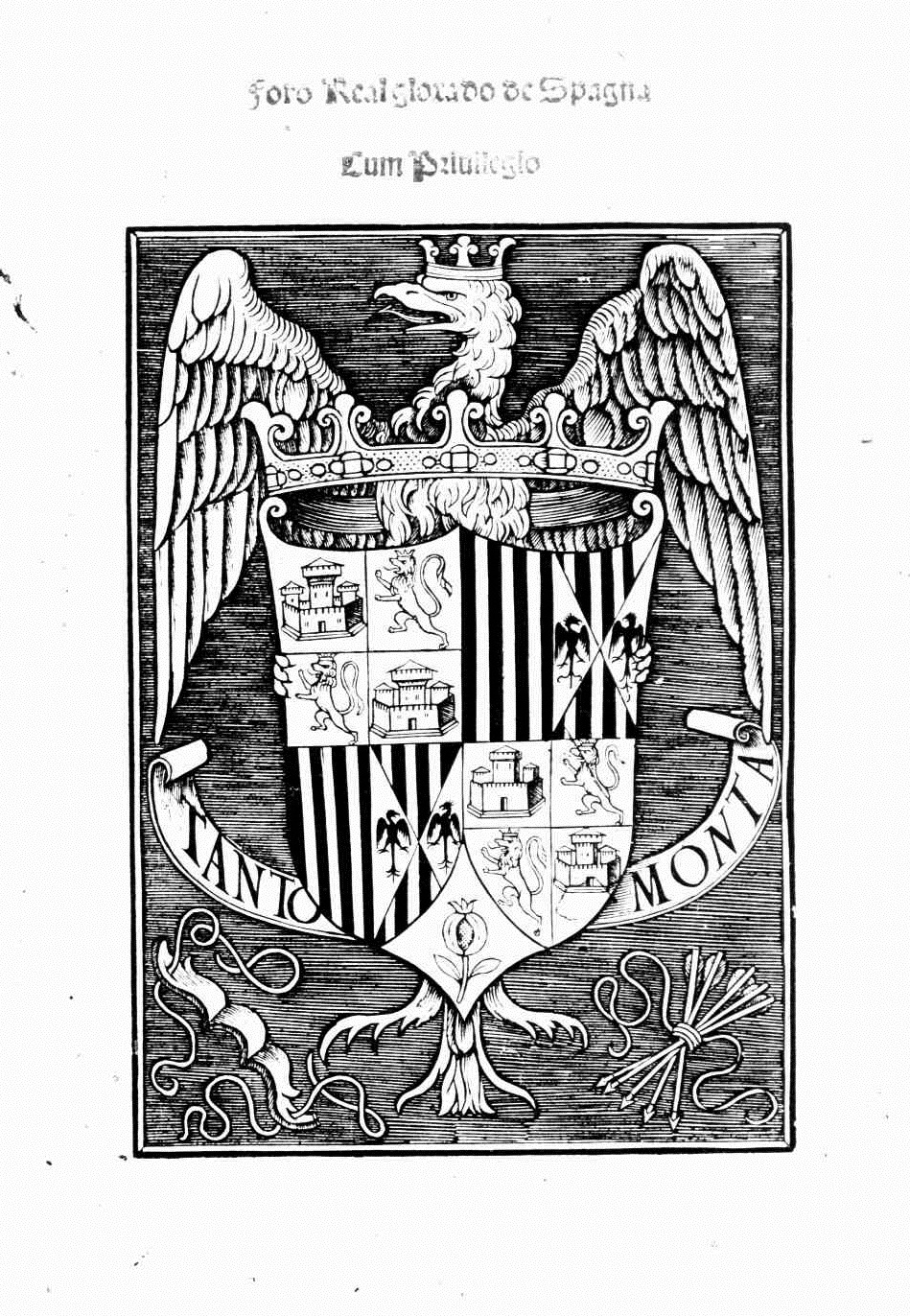
Fuero real, 1500

Depois de estudar direito em Lleida e Salamanca, atuou em altos cargos judiciais e administrativos sob os reis católicos. Em 1480, ele foi contratado para redigir o Livro de Leyes, também conhecido como Ordeniamento de Montalvo. Essa codificação unificadora da lei de Leão e Castela vigoraria, em grande parte, até o século XIX.

## Trabalho
- Repertorium quaestionum super Nicolaum de Tudeschis (em latim). Seville: [s.n.] 1477
- Fuero real (em latim). Venice: Andrea Torresano. 1500